# افرای یو
افرای یو (نام علمی: Acer yui) نام یک گونه از سرده افرا است.